# Il·lusió de Ponzo

Un exemple de la il·lusió de Ponzo. Les dues línies grogues horitzontals són de la mateixa longitud.

La il·lusió de Ponzo és un tipus d'il·lusió òptic-geomètrica analitzada en detall pel psicòleg italià Mario Ponzo (1882-1960) l'any 1911. Aquest psicòleg suggeria que la ment humana interpreta la mesura dels objectes d'acord amb el seu context i entorn immediat. Per demostrar aquest efecte Mario Ponzo va confeccionar un dibuix de dues línies de la mateixa longitud sobre dues línies convergents, que feien un efecte similar al de raïls d'un tren vistos en perspectiva. La línia superior sembla ser més llarga perquè, com va demostrar Ponzo en els seus estudis, la ment interpreta la seva grandària d'acord amb la perspectiva lineal, interpretant les línies convergents com un espai amb profunditat. En aquest context, els subjectes interpreten que la línia superior està més allunyada, i, que, per tant, ha de ser més gran, ja que un objecte, en estar més lluny ha de ser més llarg que un de més pròxim perquè tots dos semblin de la mateixa longitud.

## Explicació
Una de les interpretacions formulades per explicar la il·lusió Ponzo és la "hipòtesi de la perspectiva". Aquesta hipòtesi es basa en la teoria de què en veure dues línies obliqües convergint cap a l'horitzó o cap a un mateix punt de fuga són associades amb la percepció de la distància. Quan aiizò passa associem subconscientment aquestes línies amb la visió en perspectiva, creant la il·lusió de ser dues línies paral·leles que s'allunyen de l'espectador. Una altra explicació que es fonamenta per aquest fenomen es basa en la "hipòtesi de l'efecte d'emmarcat", la qual argumenta que la diferència en la separació de les línies horitzontals ubicades entre les dues línies convergents pot contribuir o reforçar, el grau de la distorsió perceptiva.
També es teoritza sobre que la il·lusió de Ponzo és una possible explicació de la il·lusió lunar, la qual exposa que els objectes que apareixen per damunt de l'horitzó són percebuts com més grans que aquells situats per sota de l'horitzó.
Aquesta il·lusió visual també ocorre amb altres sentits com és el tacte (amb models en relleu) i en dispositius de substitució sensorial auditiu-visual. Això demostra que l'experiència visual prèvia sembla ser imprescindible per a percebre aquest efecte. Aquesta hipòtesi ha estat demostrada pel fet que els cecs congènits no són sensibles a aquest fenomen.
La il·lusió de Ponzo també ha estat utilitzada per a demostrar una dissociació entre la visió-perceptiva i la visió-activa (segons la hipòtesi dels dos corrents). Així, el moviment d'una mesura fixa entre dos objectes compresos dins d'una il·lusió de Ponzo no està sotmesa al seu efecte. En altres paraules, si s'utilitza una regla estàndard sobre una superfície amb una il·lusió similar a la de Ponzo, malgrat la distorsió visual percebuda de la regla a causa de l'efecte de la il·lusió, la mesura real de la regla es mantindrà inalterada. Si es fa servir aquesta regla per determinar la longitud d'un objecte present dins de la il·lusió, el resultat reflectirà la grandària real de l'objecte, en refusar l'efecte il·lusori creat per la perspectiva de les línies. Així s'evidencia la dissociació entre la percepció visual i es posa de manifest la mesura verdadera, destacant la capacitat del sistema perceptiu per interpretar amb precisió les dimensions reals malgrat les distorsions òptiques induïdes.
També s'han detectat variacions culturals importants en la susceptibilitat de la percepció d'aquesta il·lusió òptica, principalment en persones de cultures no occidentals i d'ambients rurals, les quals han presentat menys susceptibilitat a la il·lusió òptica. Una altra recerca recent suggereix que la percepció i interpretació individual d'aquesta il·lusió, així com a la il·lusió d'Ebbinghaus, poden estar inversament correlacionada amb la grandària de l'escorça visual en el cervell.